# Dounama Dibalami
Dounama II ou Dibbalami Dunama Selmami est un roi (maï) du Kanem-Bornou (1221-1259), fils du maï Selmaa ben Bikorou (1194-1221) et de Dibbala.

## Biographie
Dounama II étend la puissance du Kanem-Bornou et développe ses relations avec les autres pays musulmans, en particulier avec le royaume Hafside du Maghreb oriental. Son royaume, centré sur le Kanem, s’étend au nord sur le Tibesti et pendant un certain temps sur le Fezzan, à l’ouest sur le Bornou et à l’est sur une partie du Ouadaï. Il contrôle entièrement la piste nord-sud du Sahara central, favorisant ainsi un accroissement très important des échanges avec les pays de la Méditerranée et l’essor économique de la région. 
L’autorité de la dynastie est contestée par les Téda, restés fidèles à l’ancienne dynastie, par les Sao (ou Sô), population du sud du lac Tchad qui atteint son apogée au XIIe et XIIIe siècles, par les tribus boulala. Dès la fin du règne de Dounama, ces différentes tribus se révoltent contre l’autorité royale, et dès la mort du souverain, le Kanem traverse une longue période d’anomie.